# Psiloderces leclerci
Espèce
Psiloderces leclerci est une espèce d'araignées aranéomorphes de la famille des Psilodercidae.

## Distribution
Cette espèce est endémique de Sulawesi en Indonésie,. Elle se rencontre vers Maros et Bantimurung.

## Description
La carapace du mâle holotype mesure 0,7 mm de long sur 0,6 mm et l'abdomen 0,9 mm de long et la carapace de la femelle paratype mesure 0,7 mm de long sur 0,6 mm et l'abdomen 1,0 mm de long.

## Étymologie
Cette espèce est nommée en l'honneur de Philippe Leclerc.

## Publication originale
- Deeleman-Reinhold, 1995 : The Ochyroceratidae of the Indo-Pacific region (Araneae). The Raffles Bulletin of Zoology Supplement, no 2, p. 1-103 (texte intégral).